# Brian Tee
Jae-bum Takata, conosciuto professionalmente con il nome Brian Tee (Okinawa, 15 marzo 1977), è un attore e produttore cinematografico giapponese, noto per il ruolo di Takashi, il D.K. nel film The Fast and the Furious: Tokyo Drift della omonima saga cinematografica e successivamente per il ruolo del dottor Ethan Choi nella serie Chicago Med.

## Biografia
Nato a Okinawa, Brian Tee ha origini giapponesi e coreane. All'età di due anni si trasferisce a Hacienda Heights, ha frequentato la Glen A. Wilson High School. Mentre frequentava il liceo, ha lavorato presso il "BlackJack Pizza", locale che era spesso frequentato da Fergie. Diviene noto per la sua apparizione nel film The Fast and the Furious: Tokyo Drift nel ruolo di DK, inoltre ha avuto il ruolo di Kazu nel telefilm Zoey 101 e una comparsa nel film Austin Powers in Goldmember. Parla coreano, giapponese e inglese. Ha anche un ruolo nella serie televisiva Crash come Eddie Choi. 
Dal 2015 interpreta il Dottor Ethan Choi nella serie NBC Chicago Med, secondo spin-off della serie Chicago Fire.

## Filmografia

### Cinema
- We Were Soldiers, regia di Randall Wallace (2002)
- Austin Powers in Goldmember, regia di Jay Roach (2002)
- Dick & Jane - Operazione furto, regia di Dean Parisot (2005)
- The Fast and the Furious: Tokyo Drift, regia di Justin Lin (2006)
- Deadland, regia di Damon O'Steen (2009)
- Chain Letter, regia di Deon Taylor (2010)
- Wolverine - L'immortale, regia di James Mangold (2013)
- Wedding Palace, regia di Christine Yoo (2013)
- Sdrogis the perfection (2014)
- Jurassic World, regia di Colin Trevorrow (2015)
- Tartarughe Ninja - Fuori dall'ombra (Teenage Mutant Ninja Turtles: Out of the Shadows), regia di Dave Green (2016)

### Televisione
- Jarod il camaleonte (The Pretender) - serie TV, episodio 4x14 (2000)
- Invisible Man - serie TV, episodio 1x09 (2000)
- Buffy l'ammazzavampiri (Buffy the Vampire Slayer) - serie TV, episodio 5x06 (2000)
- In tribunale con Lynn (Family Law) - serie TV, episodio 2x15 (2001)
- Road to Justice - Il giustiziere (18 Wheels of Justice) - serie TV, episodi 2x17-2x20 (2001)
- The Chronicle - serie TV (2001)
- Flipside - serie TV, episodio 1x01 (2002)
- JAG - Avvocati in divisa (JAG) - serie TV, episodio 9x07 (2003)
- Passions - serie TV, episodi 1x12-1x13 (2004)
- Cracking Up - serie TV (2004)
- Detective Monk (Monk) - serie TV, episodio 3x05 (2004)
- Tiger Cruise - Missione crociera (Tiger Cruise), regia di Duwayne Dunham - film TV (2004)
- Senza traccia (Without a Trace) - serie TV, episodio 3x18 (2005)
- Wanted - serie TV (2005)
- The Unit - serie TV, episodio 1x03 (2006)
- Entourage - serie TV, episodio 3x11 (2006)
- Zoey 101 - serie TV, episodi 1x03-2x10-3x03 (2005-2006)
- Grey's Anatomy – serie TV,  episodi 3x24-3x25 (2007)
- Pandemic - Il virus della marea (Pandemic), regia di Armand Mastroianni - film TV (2007)
- Jericho - serie TV, episodio 2x07 (2008)
- Crash - serie TV, 13 episodi (2008-2009)
- Lie to Me - serie TV, episodio 1x04 (2009)
- Bones - serie TV, episodio 4x23 (2009)
- Dark Blue - serie TV, episodio 1x04 (2009)
- CSI - Scena del crimine (CSI: Crime Scene Investigation) - serie TV, episodio 10x01 (2009)
- Sym-Bionic Titan - serie TV, episodio 1x05 (2010)
- La strana coppia (The Good Guys) - serie TV (2010)
- The Whole Truth - serie TV (2011)
- Red Shift - serie TV (2011)
- The Problem Solverz - serie TV (2011)
- Burn Notice - Duro a morire (Burn Notice) - serie TV, episodio 5x02 (2011)
- A tutto ritmo - serie TV, episodio speciale A tutto ritmo - In Giappone (2012)
- Grimm - serie TV, episodi 1x22-2x01-3x05 (2012-2013)
- Anatomy of Violence (2013)
- Mortal Kombat - serie TV, episodi 2x01-2x02-2x10 (2013)
- Beauty and the Beast - serie TV, episodio 2x01 (2013)
- Hawaii Five-0 - serie TV, episodi 4x06-4x07 (2013)
- La grande sfida di Gabby (The Gabby Douglas Story) - film TV (2014)
- The Lottery - serie TV, episodio 1x03 (2014)
- Legends - serie TV, episodio 1x05 (2014)
- Agents of S.H.I.E.L.D. - serie TV, episodio 2x06 (2014)
- Il Natale più bello di sempre (One Christmas Eve), regia di Jay Russell - film TV (2014)
- Baby Daddy - serie TV, episodio 4x14 (2015)
- Zoo - serie TV, episodio 1x01 (2015)
- Chicago P.D. - serie TV, 8 episodi (2015-in corso)
- Chicago Fire - serie TV, 6 episodi (2016-in corso)
- Chicago Med, serie TV, 61 episodi (2015-in corso)
- Lucifer - serie TV, episodio 3x26 (2016)
- Expats - miniserie TV, 6 episodi (2024)
- Reacher - serie TV, 4 episodi (2024)

### Cortometraggi
- Remember Pearl Harbor (2002)
- The Trade (2008)
- Domestic Disturbing (2010)
- The Historian Paradox (2011)
- ThePerfectSomeone.com (2012)

### Produzioni cinematografiche
- Red Shift, serie tv (2011) - episodio pilota.
- ThePerfectSomeone.com (2012) (Cortometraggio)
- Wedding Palace, regia di Christine Yoo (2013)

## Doppiatori italiani
Nelle versioni in italiano delle opere in cui ha recitato, Brian Tee è stato doppiato da:
- Emiliano Coltorti in Chicago Med, Chicago P.D., Chicago Fire, Expats
- Luigi Ferraro in Zoey 101
- Massimiliano Manfredi in Tiger Cruise - Missione crociera
- Carlo Scipioni in Detective Monk
- Fabrizio Manfredi in Crash
- Francesco Pezzulli in The Fast and the Furious: Tokyo Drift
- Edoardo Stoppacciaro in CSI - Scena del crimine
- Roberto Draghetti in Burn Notice - Duro a morire
- Taiyo Yamanouchi in Wolverine - L'immortale
- Stefano Starna in Agents of S.H.I.E.L.D.
- Alessandro Quarta in Baby Daddy
- Enrico Di Troia in Jurassic World
- Metello Mori in Tartarughe Ninja - Fuori dall'ombra
- Francesco De Francesco in Reacher